# Дрожжин, Сергей Васильевич
Сергей Васильевич Дрожжин  (5 сентября 1938 — 23 ноября 2007) — вальцовщик, общественный деятель, Отличник чёрной металлургии СССР.

## Биография
С 1972 года работал бригадиром-вальцовщиком на Карагандинском металлургическом комбинате, участвовал в пуске стана «1700» холодной прокатки и в социалистическом соревновании.
В 1999—2004 годах — депутат Мажилиса Парламента Республики Казахстан II созыва.
Лауреат Государственной премии СССР (1979).
Депутат Верховного Совета Казахской ССР XII созыва, делегат 26-го съезда КПСС.
Награждён орденом Ленина и орденом Трудового Красного Знамени, а также медалями.
Указом президента Республики Казахстан от 23 октября 1994 года награждён высшим орденом (№ 1) «Отан».
Умер 27 ноября 2007 года.